# Wanderson do Carmo
Francisco Wanderson do Carmo Carneiro, eller bara Wanderson, född 18 februari 1986 i Baturité, är en brasiliansk före detta fotbollsspelare. 
Han vann skytteligan i Allsvenskan 2009 (18 mål) samt assistligan 2011 (12 målgivande passningar) när han spelade för Gais.

## Karriär
Wanderson började sin proffskarriär i Fortaleza för att 2006 gå till River Atlético Clube. 
I juli 2007 skrev han på ett 4,5-årskontrakt med Gais. Klubbens dåvarande assisterande tränare Hans Gren beskrev efter värvningen Wanderson som en spelare framför allt för den offensiva "nummer tio"-positionen, med god teknik och speluppfattning, ett distinkt skott och en förmåga att få med sig bollen på ett bra sätt. Wandersons första mål för Gais kom i en match mot Brommapojkarna samma höst. Nickmålet blev dock det enda för året.
Säsongen 2008 blev brassens riktiga genombrott då han var en av Gais viktigaste spelare med nio mål och fyra assist.
Säsongen 2009 blev än en större succé när han med sina 18 mål vann den allsvenska skytteligan tillsammans med IFK Göteborgs Tobias Hysén och dessutom gjorde sju målgivande passningar. Notabelt är att han lyckades med det i ett lag som slutade på elfte plats och som länge stred för att inte åka ur. Efter säsongen skrev Wanderson på ett kontrakt med Feyenoord, men i sista stund avbröts övergången och han blev istället kvar i Gais året ut. 
Under 2010 mäktade Wanderson med att göra fyra mål innan han i juli skrev på ett treårskontrakt med den saudiarabiska klubben Al-Ahli. Han trivdes dock aldrig i Saudiarabien och i mars 2011 blev det klart att Wanderson skulle återvända till Gais på lån fram till den 1 augusti samma år. Lånet blev dock permanent då Gais i augusti ordnat ett treårskontrakt med brassen.
Säsongen blev återigen mycket lyckad för Wandersons del då han tillsammans med bland andra Mervan Celik, Eric Bassombeng och Alvaro Santos var en starkt bidragande orsak till att Gais slutade femma i Allsvenskan 2011, klubbens bästa tabellplacering sedan 1989. Wanderson gjorde tio mål och tolv målgivande passningar vilket innebar att han vann assistligan tillsammans med BK Häckens René Makondele.
I början på september 2012 lånades Wanderson ut till det ryska laget FK Krasnodar till den sista december 2012. I låneavtalet fanns också en köpeoption som Krasnodar kunde utnyttja, vilket de sedan också gjorde med följd att Wanderson var Krasnodars spelare från den 1 januari 2013. Sammantaget blev det 91 ligamatcher och 27 mål för brasilianaren i Ryssland som dessutom delade skytteligatiteln på 13 mål säsongen 2012/13.
I början av augusti 2018 värvades Wanderson till Helsingborgs IF för spel i Superettan. Kontraktet hade option så att båda parter skulle kunna avbryta kontraktet om spel i Allsvenskan 2019 skulle utebli. Efter säsongen 2019 lämnade han klubben. Wanderson slutade med fotbollen på elitnivå i januari 2020. I början av 2021 gjorde han comeback i Atlético Cearense. Wanderson spelade åtta matcher för klubben i Campeonato Cearense 2021.

## Meriter

### Individuellt
- 2008: Intern skyttekung i Gais.
- 2009: Intern skyttekung i Gais.
- 2009: Årets spelare i Gais.
- 2009: Skyttekung i Allsvenskan (delad med Tobias Hysén)
- 2011: Vinnare av Allsvenskans assistliga (delad med Rene Makondele)
- 2013: Skyttekung i Ryska Premier League